# قشلاق دارتشين
قشلاق دارتشين هي قرية في مقاطعة كليبر، إيران. عدد سكان هذه القرية هو 86 في سنة 2006.